# Soritia angustipennis
Soritia angustipennis är en fjärilsart som beskrevs av Johannes Karl Max Röber 1897. Soritia angustipennis ingår i släktet Soritia och familjen bastardsvärmare. Inga underarter finns listade i Catalogue of Life.